# Comunicação interestelar
Comunicação Interestelar é a transmissão de sinais entre sistemas planetários. O envio de mensagens interestelares é potencialmente muito mais fácil que as viagens interestelares, sendo possível com a tecnologia e o equipamento disponíveis atualmente. Contudo, comunicações bem-sucedidas requerem que haja "alguém" do outro lado com o qual se esteja tentando comunicar, o que faz com que atualmente não seja possível saber se a comunicação interestelar é possível.

## Rádio
Há muitas décadas, o projeto SETI tem conduzido uma busca por sinais que estejam sendo transmitidos por vida extraterrestre localizada fora do sistema solar, principalmente em frequências de rádio do espectro eletromagnético. Atenção especial foi dada à especialmente quieta banda da frequência de rádio conhecida como Water Hole. Essa é a frequência de uma das linhas de absorção neutra do hidrogênio, devido ao baixo ruído de fundo em sua frequência e sua associação simbólica com as bases para o que é provavelmente o mais comum sistema da bioquímica.
Impulsos de rádio emitidos regularmente por pulsares foram brevemente considerados como potenciais sinais de vida inteligente. O primeiro pulsar a ser descoberto foi originalmente designado "LGM-1", sigla para Little Green Men ("Homenzinho Verde"). Porém, a origem natural dos impulsos emitidos pelos pulsares foi rapidamente determinada.
Várias tentativas foram feitas para se transmitir sinais para outras estrelas, sendo que uma das primeiras e mais famosas foi a mensagem de rádio de 1974 enviada do maior radiotelescópio do mundo, Arecibo, em Porto Rico. Uma mensagem extremamente simples foi dirigida ao aglomerado globular conhecido como M13 na Via Láctea e a uma distância de 30.000 anos-luz de nosso sistema solar. Esses esforços, entretanto, foram mais simbólicos que qualquer outra coisa. Ademais, uma possível resposta precisaria do dobro de tempo de viagem, isto é, dezenas de anos (para estrelas próximas) ou 60.000 anos (no caso da M13). O envio de mensagens interestelares pode revelar-se muito útil para diversas aplicações.

## Outros métodos
Também foram propostas a emissão de sinais de frequência mais alta, como lasers operando a frequências de luz visível, podem provar ser métodos frutíferos de comunicação interestelar. A determinada frequência, é preciso uma produção de energia surpreendentemente pequena para que um emissor de laser ofusque sua estrela local da perspectiva de seu alvo.[carece de fontes?]
Outros métodos de comunicação mais exóticos foram propostos, como emissões de neutrino modulado ou de ondas gravitacionais. Essas emissões teriam a vantagem de serem essencialmente imunes a interferências pela matéria, mas são muito difíceis de serem geradas ou detectadas com a tecnologia atual.
O envio de pacotes físicos de correspondência entre as estrelas pode mostrar-se para toda uma gama de aplicações. Enquanto muitos pacotes possivelmente estariam limitados a velocidades muito abaixo daquela dos sinais eletromagnéticos ou de outros sinais à velocidade da luz (resultando em uma latência muito alta), o volume de informação que poderia ser codificado em apenas algumas toneladas de matéria física poderia ser maior em termos de média de uso de banda. A possibilidade de se usar sondas interestelares para a comunicação interestelar, conhecidas como sondas de Bracewell, foi sugerida primeiramente por Ronald N. Bracewell em 1960, e a viabilidade técnica dessa abordagem foi demonstrada pelo estudo Projeto Daedalus, realizado pela Sociedade Interplanetária Britânica em 1978. A partir de 1979, Robert Freitas apresentou argumentos

 para a proposição de que sondas espaciais físicas propiciam um modo superior de comunicação interestelar para os sinais de rádio. Logo em seguida, realizou pesquisas telescópicas para essas sondas em 1979 e 1982.